# Fredrikke Qvam
Fredrikke Marie Qvam, född Gram den 31 maj 1843 i Trondheim, död den 10 september 1938 i Egge (numera Steinkjer), Nord-Trøndelag fylke (numera Trøndelag fylke), var en norsk kvinnosakskvinna, gift (1865) med statsminister Ole Anton Qvam (1834–1904).
Fredrikke Marie Qvam växte upp på By gård i Nord-Trøndelag. Hon intog under många år en ledande ställning bland Norges kvinnor. På Qvams initiativ bildades Norske Kvinners Sanitetsforening 1896, vars ordförande hon var från bildandet till dess att hon fyllde 90 år. Tack vare Fredrikke Marie Qvam upptog föreningen 1901 på sitt program bekämpandet av tuberkulosen, ett arbete, som bar rika frukter. Ett av hennes barn dog i sjukdomen vid 20 års ålder.
Sedan 1898 var hon ordförande även i Landskvinnestemmerettsforeningen som fortsatte som valförening efter att kvinnlig rösträtt infördes 1913 i Norge. Föreningen lades ner i samband med Qvams frånfälle. Åren 1899–1903 var hon ordförande i Norsk Kvinnesaksforening och fick 1901 till stånd denna förenings fackskola för huslig ekonomi, landets första i sitt slag. Dessutom blev Qvam den första ordföranden i Nasjonalkomiteen til bekjempelse av den hvite slavehandel (Nationalkomiteen til Bekjæmpele af den hvite Slavehandel) 1905 och vice ordförande i Norske Kvinners Nasjonalråd.
År 1899 var Qvam ordförande i tre stora kvinnoorganisationer samtidigt. Tack vare att hennes man var stortingsledamot, senare justitieminister och statsminister hade hon goda kontakter i Stortinget och bevistade ofta Stortingets debatter från galleriet. Efter debatterna uppsökte hon politiker för att försöka påverka dem i olika frågor och ärenden. Detta gav henne epitetet Stortingskorridorernas drottning.
Fredrikke, då Gram; förlovade sig med Anton Qvam 1863 och på våren 1865 gifte de sig. De första åtta åren av äktenskapet bodde det äkta paret i hennes barndomshem på By med Fredrikkes mor, som var änka. År 1873 flyttade de till gården i Gjævran. År1904 blev Anton Qvam allvarligt sjuk och dog hemma på gården i Gjævran i början av juli. Bara ett av Anton och Fredrikke Qvams fem barn överlevde föräldrarna.